# Blang Kabu
Blang Kabu is een bestuurslaag in het regentschap Aceh Utara van de provincie Atjeh, Indonesië. Blang Kabu telt 585 inwoners (volkstelling 2010).